# Mount Tiedemann
Mount Tiedemann är ett berg i Kanada.   Det ligger i provinsen British Columbia, i den sydvästra delen av landet, 3 600 km väster om huvudstaden Ottawa. Toppen på Mount Tiedemann är 3 838 meter över havet, eller 842 meter över den omgivande terrängen. Bredden vid basen är 4,7 km.
Terrängen runt Mount Tiedemann är huvudsakligen mycket bergig.Trakten runt Mount Tiedemann är nära nog obefolkad, med mindre än två invånare per kvadratkilometer.. Det finns inga samhällen i närheten. 
Trakten runt Mount Tiedemann är permanent täckt av is och snö.